# 274 (numero)
Duecentosettantaquattro (274) è il numero naturale dopo il 273 e prima del 275.

## Proprietà matematiche
- È un numero pari.
- È un numero composto con i seguenti divisori: 1, 2, 137, 274. Poiché la somma dei suoi divisori (escluso il numero stesso) è 140 < 274, è un numero difettivo.
- È un numero semiprimo.
- È un numero nontotiente.
- È un numero noncototiente.
- È parte della terna pitagorica (176, 210, 274), (274, 18768, 18770).
- È un numero palindromo nel sistema di numerazione posizionale a base 13 (181).
- È un numero di Smith nel sistema numerico decimale.

## Astronomia
- 274P/Tombaugh-Tenagra è una cometa periodica del sistema solare.
- 274 Philagoria è un asteroide della fascia principale del sistema solare.

## Astronautica
- Cosmos 274 è un satellite artificiale russo.